# Zaïd Saleh
Zaïd Saleh (en arabe : زايد صالح) est un général syrien.

## Biographie
Lorsque la guerre civile syrienne débute en 2011, Zaïd Saleh dirige la 62e brigade mécanisée avec le rang de général de brigade. Il dirige ensuite les opérations militaires et la répression à Qatana, Damas et Cheikh Meskin.
Il est transféré dans la Garde républicaine avec le grade de major-général.
En août 2016, il est nommé à la tête des opérations militaires à Alep, qu'il dirige jusqu'à la fin de la bataille,.
Après la bataille d'Alep, Zaïd Saleh est nommé à la tête de la 30e division (en) de la Garde républicaine, nouvellement formée, qu'il commande jusqu'à fin octobre 2017, date où il est promu commandant en second de la Garde républicaine,. 
Début 2018, il est placé à la tête du 5e corps de l'armée arabe syrienne. 
Début mars 2020, au moment de l'offensive de Maarat al-Nouman et Saraqeb, il est nommé à la tête des opérations dans le gouvernorat d'Idleb.